# Аарон Ремсдейл
Аарон Ремсдейл (англ. Aaron Christopher Ramsdale; нар. 14 травня 1998, Стаффордшир, Англія) — англійський професіональний футболіст, воротар клубу «Саутгемптон» і національної збірної Англії.
Ремсдейл розпочав свою клубну кар'єру, граючи за «Шеффілд Юнайтед», а в 2017 році підписав контракт з «Борнмутом». Після послідовних оренд у «Честерфілді» та «Вімблдоні», Ремсдейл відіграв сезон із «Борнмутом» і знову приєднався до «Шеффілд Юнайтед» за трансфер вартістю £18 мільйонів. У 2021 році Ремсдейл підписав контракт з «Арсеналом» за рекордний клубний трансфер на суму до 30 мільйонів фунтів стерлінгів, ставши найдорожчим воротарем клубу.
Ремсдейл представляв Англію на всіх рівнях від юнацької збірної до 18 років, виграв чемпіонат Європи серед юнаків до 19 років у 2017 році.

## Раннє життя
Рамсдейл народився в Сток-он-Трент і виріс у сусідньому селі Честертон. Розпочав свою кар'єру в клубі «Марш Таун» з Ньюкасл-на-Лаймі.

## Клубна кар'єра

### Шеффілд Юнайтед
У 2013 році Ремсдейл приєднався до «Шеффілд Юнайтед». У травні 2016 року підписав свій перший професійний контракт з клубом. Дебютував в матчі з «Лейтон Орієнт» у Кубку Англії.

### Борнмут
31 січня 2017 року підписав контракт з клубом «Борнмут» за нерозголошену суму, яка, як вважають, становить близько 800 000 фунтів стерлінгів. Ремсдейл дебютував у день відкриття сезону 2019–20, зігравши унічию 1:1 проти колишньої команди «Шеффілд Юнайтед». Аарон зарекомендував себе як основний воротар «Борнмута» в перші кілька місяців сезону 2019–20. У жовтні 2019 року підписав новий довгостроковий контракт із клубом. Того ж місяця Ремсдейл отримав нагороду «Кращий гравець місяця» за жовтень. 10 серпня вболівальники клубу назвали Ремсдейла «Гравцем року».

### Повернення до Шеффілд Юнайтед
19 серпня 2020 року Рамсдейл знову приєднався до «Шеффілд Юнайтед» уклавши чотирирічну угоду за 18,5 мільйонів фунтів стерлінгів. У травні 2021 року визнаний найкращим гравцем року та найкращим молодим гравцем року за версією «Шеффілд Юнайтед».

### Арсенал
20 серпня 2021 року Рамсдейл підписав довгостроковий контракт з клубом «Арсенал». Через п’ять днів він дебютував у виїздному матчі проти «Вест-Бромвіч Альбіон» на «Carabao Cup». У Прем'єр-лізі першу гру провів 11 вересня, коли «Арсенал» переміг «Норвіч Сіті» з рахунком 1:0. У листопаді 2021 року, після серії вражаючих виступів, Рамсдейл був одним із восьми гравців, номінованих на нагороду «Гравець місяця Прем’єр-ліги» за жовтень. Його також назвали найкращим гравцем місяця клубу за жовтень 2021 року, набравши 60% голосів уболівальників клубу. У листопаді знову отримав нагороду, набравши 42% голосів.

## Титули та досягнення
Арсенал
- Суперкубок Англії: 2023

Англія U19
- Юнацький чемпіонат Європи (U-19): 2017[1]

Англія U21
- Турнір у Тулоні: 2018[15]

Англія 
- Чемпіонат Європи друге місце: 2020[16]

Особисті
- «Борнмут» гравець року: 2019–20[17]
- «Шеффілд Юнайтед» гравець року: 2020–21[18]
- «Шеффілд Юнайтед» молодий гравець року: 2020–21[18]